# Zygaena ignifera
Zygaena ignifera is een vlinder uit de familie bloeddrupjes (Zygaenidae). De wetenschappelijke naam is voor het eerst geldig gepubliceerd in 1897 door Max Korb.
De soort komt voor in Europa.